# Catagramma sanguinea
Catagramma sanguinea är en fjärilsart som beskrevs av Charles Oberthür. Catagramma sanguinea ingår i släktet Catagramma och familjen praktfjärilar. Inga underarter finns listade i Catalogue of Life.